# Diagonalbund

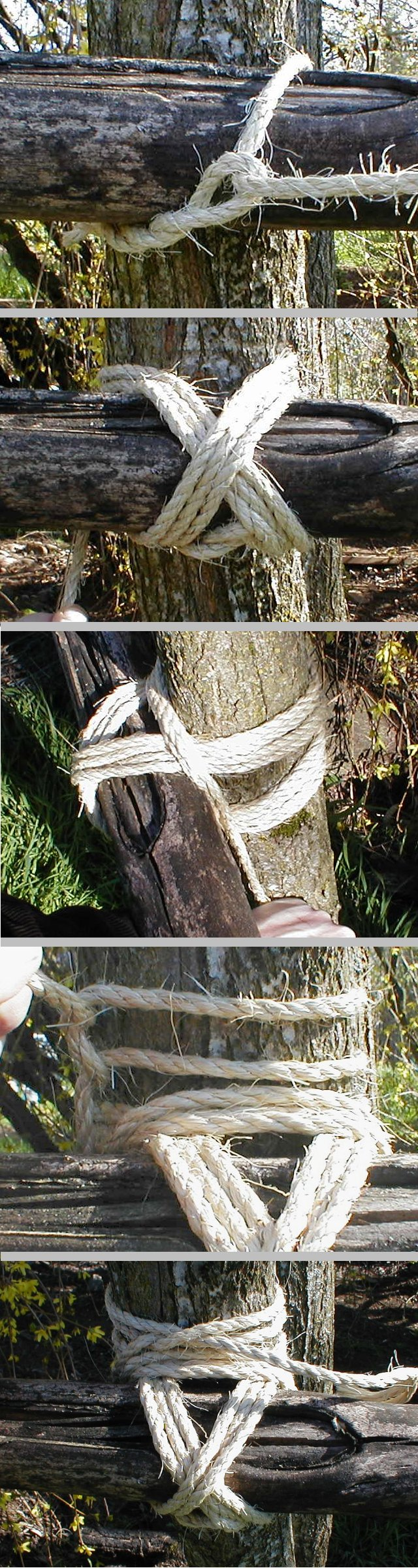
Knüpfanleitung

Der Diagonalbund ist ein Knoten zur schiefwinkligen Verbindung zweier Balken.
Pfadfinder verwenden den Bund bei Lagerbauten für dreieckige oder diagonale Verstrebungen.

## Knüpfen
Das Seil wird mittels Webeleinenstek oder Zimmermannsstek an einem Balken angebunden. Dann folgen jeweils drei bis sechs Wicklungen über den stumpfen Winkel zwischen den beiden Balken, dann zwei bis vier Windungen über den spitzen Winkel. Anschließend wird der Bund noch durch Knebeln vor dem Verrutschen geschützt. Dazu folgen zwei Windungen quer zu den beiden vorherigen so, dass die zwei Balken voneinander weg gedrückt werden. Das lose Ende wird abschließend mit Webeleinenstek am Balken befestigt.

## Alternativen
- Stehen die Balken rechtwinklig zueinander oder handelt es sich um Kanthölzer, wird der Kreuzbund verwendet, der dafür mehr Stabilität bietet.
- Zum Verbinden paralleler Balken eignet sich der Parallelbund.